# Capitainerie générale de Porto Rico
1792–1898
Entités précédentes :
- Capitainerie générale de Saint-Domingue

Entités suivantes :
- Porto Rico

La capitainerie générale de Porto Rico fut créée en 1792, d'une fraction de la capitainerie générale de Saint-Domingue. Elle comprenait l'île de Porto Rico, ainsi que d'autres petites îles des Caraïbes, et faisait partie de la Nouvelle-Espagne et de la "Real Audiencia de Saint-Domingue" (jusqu'en 1831).
La capitainerie générale fut victime d'attaques anglaises, françaises et néerlandaises jusqu'à la fin du XVIIIe siècle mais l'île de Porto Rico resta sous domination espagnole.
À la suite de la perte de l'île de Saint-Domingue au profit des français, la "Real Audiencia de Puerto Rico" fut créée en 1831.
La capitainerie devint en 1812 une Députation Provinciale lors des cortes de Cadix avant de redevenir une capitainerie avec le retour de la monarchie absolutiste espagnole. L'intendance de Porto Rico fut créée en 1811.
Les mouvements d'indépendance prirent forme dans la deuxième moitié du XIXe siècle, le "cris de Lares" en 1867 fut la révolte la plus importante mais elle fut également écrasée par les espagnols. Les mouvements indépendantistes demandèrent alors l'aide des États-Unis et ces derniers envahirent l'île lors de la guerre hispano-américaine (ou le désastre de 1898 comme on l'appelle en Espagne) en 1898. Le traité de Paris de 1898 obligea l'Espagne à renoncer à ses dernières possessions dans les Caraïbes, mettant fin à la capitainerie de Porto Rico.